# Jerzy Passendorfer

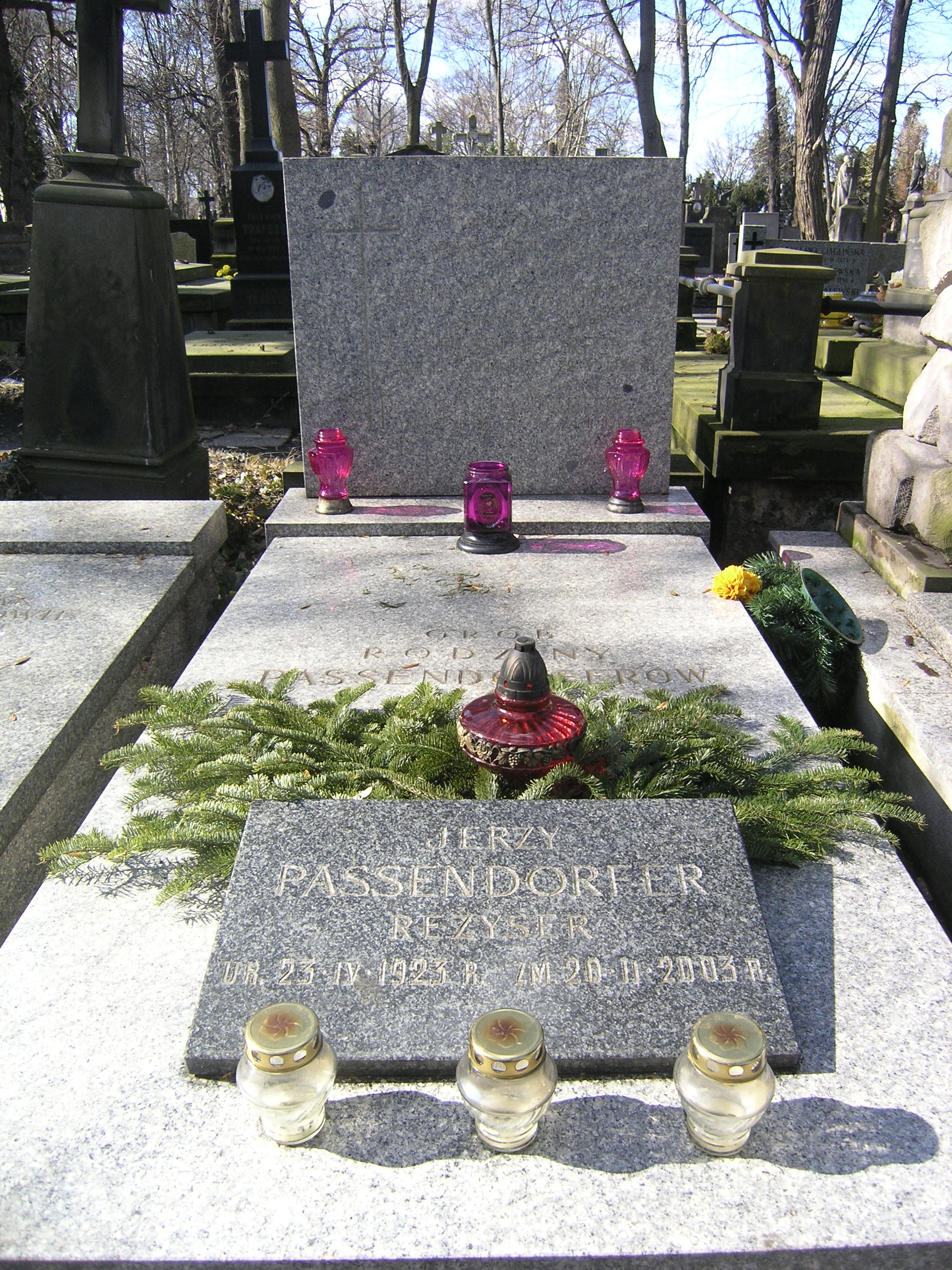
Tomba de Jerzy Passendorfer

Jerzy Passendorfer (Vilnius, 8 d'abril de 1923 – Skolimów, vora Varsòvia 20 de febrer de 2003) va ser un director de cinema polonès, especialitzat en pel·lícules sobre l'ocupació de Polònia pels nazis durant la Segona Guerra Mundial, i membre del parlament.
Passendorfer es va graduar a l'Escola de Cinema i Televisió de l'Acadèmia d'Arts Escèniques a Praga en 1951, i va passar a convertir-se en el màxim exponent del gènere popular "combatent nacional" als anys seixanta. A més de moltes pel·lícules, va dirigir la popular serial de televisió Janosik.
Passendorfer va servir a la Sejm, la cambra baixa del parlament polonès, de 1993 a 1997 a la llista Aliança de l'Esquerra Democràtica.

## Filmografia
- Skarb kapitana Martensa (1957)
- Zamach (1959)
- Sygnały (1959)
- Powrót (1960)
- Wyrok (1961)
- Zerwany most (1962)
- Skąpani w ogniu (1963)
- Barwy walki (1964)
- Niedziela sprawiedliwości (1965)
- Mocne uderzenie (1966)
- Kierunek Berlin (1968)
- Dzień oczyszczenia (1969)
- Ostatnie dni (1969)
- Akcja Brutus (1970)
- Zabijcie czarną owcę (1971)
- Janosik (sèrie de televisió) (1973)
- Janosik (1974)
- ZZwycięstwo (1974)
- Mewy (1986)